# Камера помътняла
„Камера помътняла“ (на английски: A Scanner Darkly) е роман от (1977 г.) на американския писател Филип Дик и представлява мрачна смесица от научна фантастика и полицейско разследване, в което разследващ наркотиците детектив под прикритие поглъща голямо количество от опасен наркотик, за да запази прикритието си. Създадена е филмова адаптация на Ричард Линклейтър, която стартира на 7 юли 2006 г. Това е най-продаваната книга на Дик в Amazon.com
 Внимание:  Текстът по-долу разкрива сюжета на произведението (или части от него)!
Книгата описва живота на шестима наркомани. Романът започва с описание на това как един от тях, Джери Фейбин, е напълно унищожен от психиката. По-късно друг герой, Чарлз Фрек, се опитва да се самоубие. Оказва се, че главният герой, Боб Арктор, е не само наркодилър и наркоман, но всъщност служител на отдела за борба с наркотиците Фред, работещ под прикритие. Неговата задача е да намери източник на снабдяване с мистериозното вещество „D“ (смърт), най-силното лекарство, което бързо унищожава психиката. Той купува наркотика от приятелката си, Дона Хоторн, с надеждата да се свърже с тези, които получават наркотика. В същото време той неуспешно постига любовта ѝ и я покрива от заплахата да бъде заловен от полицията. Друг наркоман, Джим Барис, започва да подозира Арктор, че е полицай, и се опитва да го компрометира, като го докладва в полицията.